# 정유나
정유나(1997년 11월 7일 ~ )는 대한민국의 여자 모델이자 방송인, 카레이서이다.

## 학력
- 덕성여자대학교 영어영문학과, 경영학과

## 개요
라운테스라는 언더웨어 쇼핑몰의 모델이었으며, 인스타 계정처럼 '유라엘'이라는 이름으로 활동하고 있다. SNS에 리버풀 유니폼을 입은 모습이 화제가 되고 있으며, '리버풀녀', '제라드녀'라고 불린다. 실제로 그녀는 리버풀의 팬이었으나, 리버풀이 좋은 모습을 보여주었을 때 리버풀 유니폼을 올린 모습과 함께 응원글을 올린 적도 있다. 이후 카레이싱팀으로 Team HMC에 합류하면서 카레이서가 되었다. 그리고 첫 대회인 현대 N 페스티벌 벨로스터 N 타임 트라이얼에서 2위를 기록했다.

## 출연진

### 예능
- 원더캐리어 (폴라리스TV, 2019년)

### 잡지
- 맥심

## 수상
- 2017년 제2회 SK청년비상 창업경진대회 장려상